# Peter Kraft (Maler)
Peter Kraft (* 28. August 1935 in Guttentag) ist ein deutscher Maler und Grafiker.

## Leben und Werk
Die Familie Krafts kam 1945 aus Oberschlesien als Vertriebene in die sowjetische Besatzungszone. Kraft absolvierte eine Lehre als Dekorationsmaler und studierte danach von 1954 bis 1957 Grafik und dekorative Malerei an der Fachschule für angewandte Kunst Heiligendamm. Danach arbeitete er als freischaffender Künstler in Gera. In den 1960er Jahren unternahm er kubistische Formversuche in der Manier von Picasso und Braque.
Er schuf, insbesondere in Öl und als Linolschnitt, vor allem Landschaftsbilder und Ansichten der Stadt Gera, oft mit kritischem Blick.
Kraft hatte einen Werkvertrag mit der Wismut AG und leitete dort einen volkskünstlerischen Zirkel. Er war Mitglied des Verbands Bildender Künstler der DDR und ab 1975 der Zentralen Arbeitsgruppe Bildnerisches Volksschaffen des Verbands. Er hatte in der DDR und im Ausland Einzelausstellungen und Ausstellungsbeteiligungen. Studienreisen führten ihn u. a. in die UdSSR und nach Bulgarien.
Bilder Krafts befinden sich u. a. im Otto-Dix-Haus Gera und in der Kunstsammlung der Wismut GmbH, Chemnitz.

## Ehrungen
- 1978: Kunstpreis des Bezirks Gera
- 1986: Kurt-Barthel-Medaille
- 1986: Kunstpreis der Vereinigung der gegenseitigen Bauernhilfe (im Kollektiv)

## Werke (Auswahl)

### Tafelbilder
- Pskower Landschaft (1977, Öl)[2]
- Förderturm (Kunstsammlung der Wismut)[3]
- Halden bei Ronneburg (1985)[4]

### Druckgrafik
- Alter Garten (Linolschnitt)[5]
- Dnepr-Ufer (1976, Linolschnitt, farbig)[6]
- Niesitz (Linolschnitt)[7]
- Industrielandschaft (Linolschnitt)[8]
- Ruferin (1982, Holzschnitt, 70 × 41,5 cm)[9]
- Thüringisches Dorf (1987, Linolschnitt)[10]
- Gera-Untermhaus (1988, Linolschnitt)[11]
- Unter Tage (1989, Linolschnitt)[12]

## Teilnahme an Ausstellungen
- 1965: Berlin, Deutsche Akademie der Künste („Junge Künstler. Gebrauchsgraphik“)
- 1969 bis 1984: Gera, fünf Bezirkskunstausstellungen
- 1986: Magdeburg, Kloster Unser Lieben Frauen („Grafik in den Kämpfen unserer Tage“)
- 1987/1988: Dresden, X. Kunstausstellung der DDR
- 2023: Gera, Otto-Dix-Haus („Altes und neues Gera“)